# 卓比奧斯職業自由車隊
卓比奧斯職業自由車隊（UCI隊伍代碼: CSS）是一支成立於2010年的UCI職業洲際車隊。以中國為根據地，並參加了UCI職業洲際賽和UCI世界巡迴賽。
2013年10月車隊總經理Ed Beamon接受媒體訪問時宣布，因為主要贊助商結束贊助，所以車隊將於賽季結束後解散。

## 車手名單

### 2013年
|            | 車手              | 出生日期               |
| ---------- | ----------------- | ---------------------- |
| 新西兰     | 克林頓·艾伍瑞     | 1987年12月3日（26歲）  |
| 加拿大     | 撒加利·貝爾       | 1982年11月14日（31歲） |
| 美国       | 查德·拜爾         | 1986年8月15日（27歲）  |
| 爱尔兰     | 馬特·布萊米爾     | 1985年6月7日（28歲）   |
| 美国       | 克里斯·巴特勒     | 1988年2月16日（25歲）  |
| 臺灣地區   | 馮俊凱            | 1988年11月2日（25歲）  |
| 德国       | 馬迪亞斯·弗里德曼 | 1984年8月17日（29歲）  |
| 斯洛文尼亚 | 格瑞格·葛茲沃達   | 1981年10月15日（32歲） |
| 大韩民国   | 張瓚載            | 1989年1月6日（24歲）   |
| 中国       | 焦鹏达            | 1986年2月13日（27歲）  |

|          | 車手          | 出生日期               |
| -------- | ------------- | ---------------------- |
| 美国     | 克里格·里維斯 | 1985年1月10日（28歲）  |
| 中国     | 刘彪          | 1988年3月15日（25歲）  |
| 日本     | 西薗良太      | 1987年9月1日（26歲）   |
| 爱沙尼亚 | 馬特·歐嘉維   | 1981年11月9日（32歲）  |
| 马来西亚 | 阿迪克·奧斯曼 | 1991年4月29日（22歲）  |
| 加拿大   | 萊恩·路夫     | 1983年1月10日（30歲）  |
| 德国     | 法比安·施耐德 | 1990年10月27日（23歲） |
| 荷兰     | 鮑勃·查克斯爾 | 1981年11月3日（32歲）  |
| 香港     | 胡健燊        | 1985年5月4日（28歲）   |
| 中国     | 徐刚          | 1984年1月28日（29歲）  |

- 萊恩·安達臣於2013年6月轉往卧騰洲際隊。
- 姜坤於2013年6月退出。
- 鄧宏業於2013年8月退出。

## 主要成績
2011
第一名 環南韓國際自由車賽第4站, Jaan Kirsipuu
第一名 Jurmala GP, Jaan Kirsipuu
第一名  爱沙尼亚 公路車錦標賽, Mart Ojavee
第一名 環海南島國際公路自行車賽第4站, Deon Locke
2012
第一名 Prologue (ITT) 環日本自由車賽, Will Clarke
第一名 Tour de Beauce第2站, Craig Lewis

## 外部連結
- 官方网站